# Karłowata galaktyka spiralna

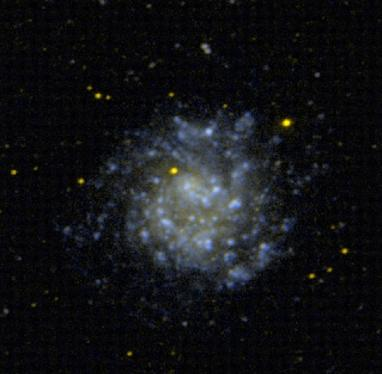
Zdjęcie karłowatej galaktyki spiralnej NGC 5474 w ultrafiolecie

Karłowata galaktyka spiralna – galaktyka spiralna o małych rozmiarach i niskiej jasności powierzchniowej. Galaktyki tego rodzaju mają średnicę mniejszą niż 5 kpc i małą zawartość wodoru. Galaktyki te mogą być uważane za podkategorię galaktyk o małej jasności powierzchniowej.
Karłowate galaktyki spiralne, będące praktycznie odpowiednikiem galaktyki spiralnej typu Sa-Sc, są dość rzadko spotykane, natomiast inne typy galaktyk karłowatych: karłowate galaktyki eliptyczne, w tym karłowate galaktyki sferoidalne i karłowate galaktyki nieregularne są bardzo pospolite.
Większość zidentyfikowanych galaktyk tego typu jest zlokalizowanych na zewnątrz grup (gromad) galaktyk. Silne oddziaływania grawitacyjne pomiędzy galaktykami oraz pomiędzy galaktykami i gazem wewnątrz gromady mogą doprowadzić do zniszczenia struktury większości karłowatych galaktyk spiralnych.

## Literatura
- Schomberg et al. 1995, „Dwarf Spirals”
- Graham et al. 2003, „HST detection of spiral structure in two Coma Cluster dwarf galaxies”